# Lázeňský pohárek

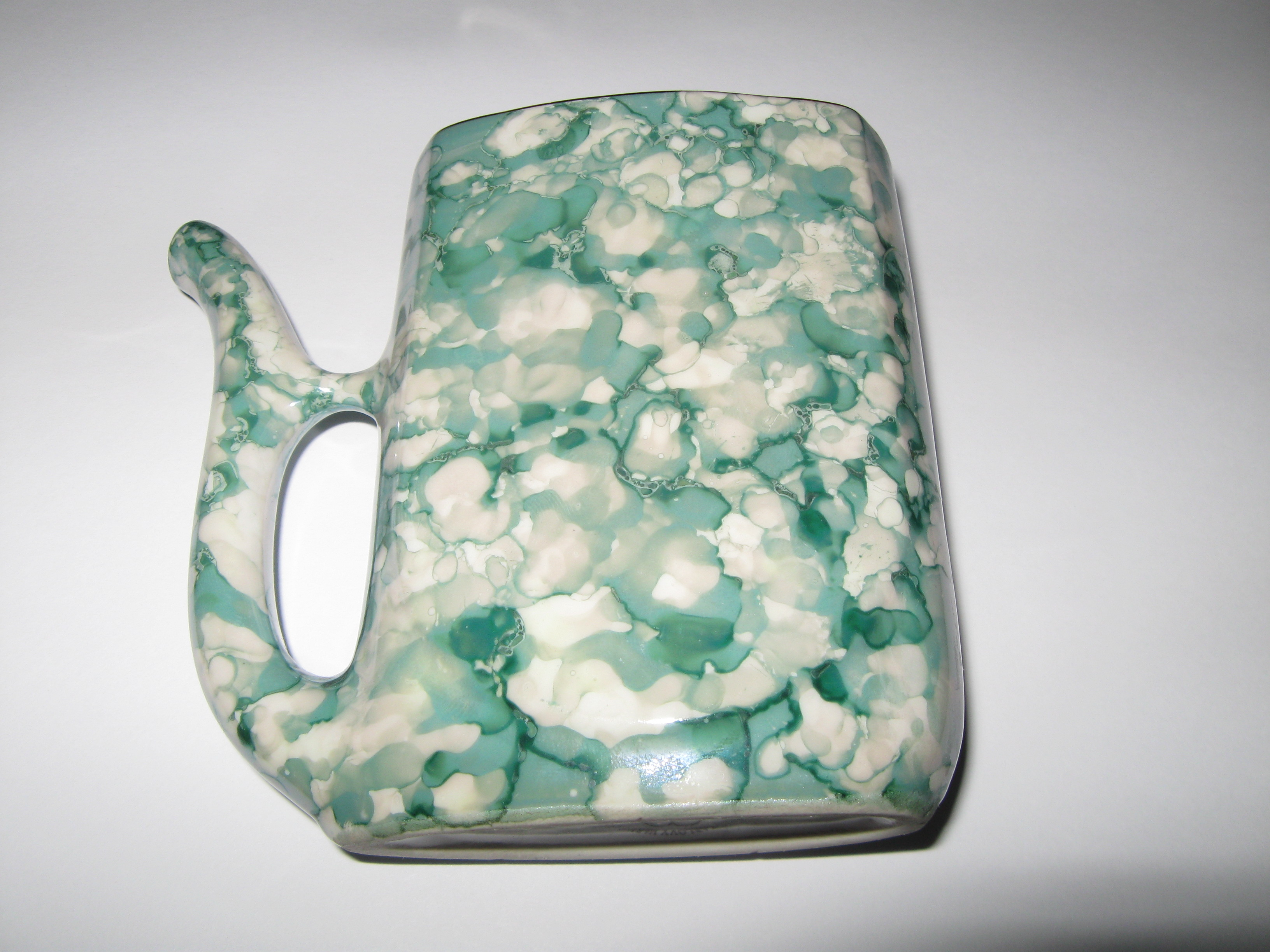
Detail zeleného pohárku ze strany

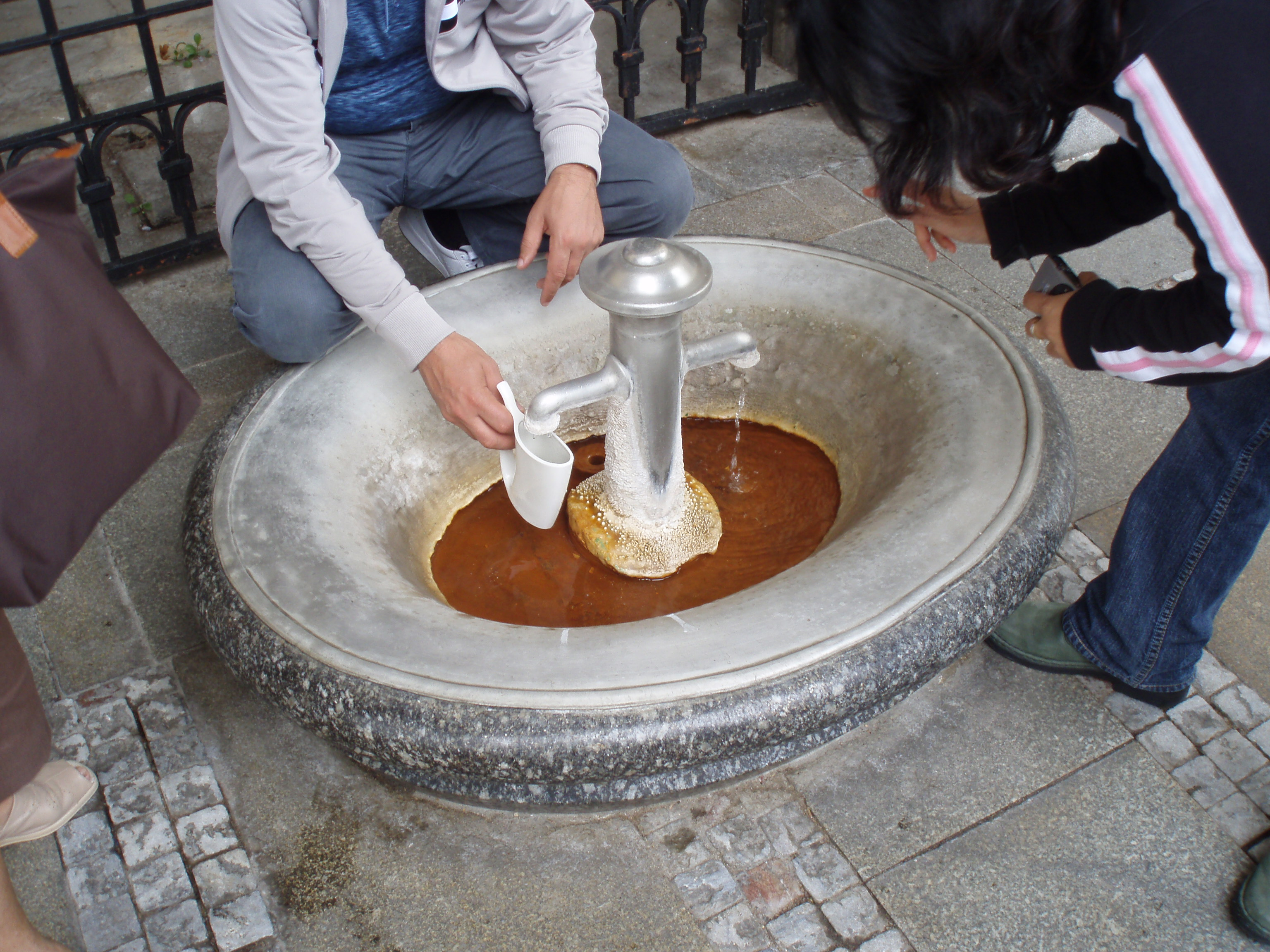
Turista nabírající vodu do bílého novodobého pohárku, Skalní pramen, Karlovy Vary

Lázeňský pohárek je porcelánová nádoba určená k pití vody z pramenů v lázních. Pohárky jsou vyráběny z porcelánu, politého polevou, obsahující troj- a dvojrozměrné dekorace. Mají ouško k uchycení do ruky nebo násosku, prostřednictvím které je možno usrkávat vodu. Lázeňské pohárky jsou typicky českým výrobkem – rozvíjejí se v lázeňských oblastech na Karlovarsku od 16. století.

## Historie
Rozvoj lázeňských pohárků sahá do 16. století, kdy se voda nabírala do jednoduchých sklenic na držácích, aby se pijící neopařili a nenamočili. V 17. století začaly být pohárky vyráběny z nového materiál – kameniny. Později z mléčného skla, sloužícího jako imitace tehdy drahého porcelánu, a následně počátkem 19. století porcelánky začaly vyrábět pohárky porcelánové, které se vyvíjejí do současnosti.
Důležitou součástí pohárku je i dekor. Ten nejprve kolem 18. století byl tvořen prostými nápisy s názvem lázeňského místa, později se objevovala vyobrazení dané lokality, alegorie zdraví, květin a ptáků. S rozvojem porcelánové výroby přecházely dekorace od barevných k plastickým. Po druhé světové válce se objevily i motivy vědecké a kulturní, někdy s rokem lázeňské sezóny.
Tvar pohárků se také mění. Nejprve to byl tvar zvonovitý, později kónický a poté plochý. První tvarová změna je datována na konec 19. století, druhá pak na počátek století 20., kdy se ouško proměnilo s rozvojem modelářských a technologických dovedností v praktickou násosku.
Dnes jsou k dostání pohárky z různých období, různých velikostí a tvarů, s všelikým dekorem. Objevují se i extravagantní kusy.

## Způsob pití u pramenů
Pohárky jsou určeny k pití u pramenů. Vše vychází z lázeňské praxe upravované balneology po staletí a z technologických možností přístupu k pramenům a nabírání vody. V současné době se v našich lázních uplatňuje následující praxe: klient má od svého lékaře předepsáno, kolik a kdy má z jakého pramenu pít. Prameny jsou většinou zakryty altány či kolonádami. Pacienti nabírají vodu do lázeňských koflíků, pomalu usrkávají a procházejí se nebo chodí od jednoho k druhému. Pohárek drží za násosku tak, aby se nespálili.